# Орден Почёта (Беларусь)
Орден Почёта (бел. Ордэн Пашаны) — государственная награда Республики Беларусь. Учреждён Законом Республики Беларусь № 3726-XII от 13 апреля 1995 года «О государственных наградах Республики Беларусь».

## Статут ордена
Орденом Почёта награждаются граждане:
- за большие достижения в производственной, научно-исследовательской, государственной, социально-культурной, спортивной, общественной и иной деятельности;
- за высокие производственные показатели в промышленности, сельском хозяйстве, строительстве, связи, торговле, жилищно-коммунальном хозяйстве, бытовом обслуживании населения, на транспорте и в других областях трудовой деятельности;
- за значительные успехи в медицинском обслуживании населения, обучении, воспитании детей и подростков, подготовке их к труду;
- за достижение высокой производительности труда, улучшение качества продукции, снижение материальных и трудовых издержек на её изготовление;
- за внедрение в производство новой техники, технологии, особо ценные изобретения и рационализаторские предложения;
- за плодотворную государственную и общественную деятельность;
- за заслуги в развитии экономических, научно-технических, культурных и иных связей между Республикой Беларусь и другими государствами.

Орденом могут быть награждены организации, воинские части (подразделения), соединения Вооруженных Сил Республики Беларусь, других войск и воинских формирований, а также коллективы их работников
Орден Почёта носится на левой стороне груди и при наличии других орденов располагается после ордена «За личное мужество».

## Описание
Орден Почета имеет форму округлого позолоченного ребристого восьмигранника, на который накладывается четырёхконечная серебряная звезда, имеющая ребристую поверхность, увенчанная пятиконечной красной звездой. В центре звезды в круглом медальоне, покрытом синей эмалью, размещен рельефный позолоченный контур Государственной границы Республики Беларусь, наложенный на позолоченные лучи восходящего над земным шаром солнца.
Нижнюю часть ордена обрамляют две лаврово-дубовые ветви, сходящиеся в нижней точке, справа и слева перевитые лентой красно-зелёного цвета.
Высота и ширина ордена – 43 мм. Обратная сторона ордена имеет гладкую поверхность, в центре находится номер ордена.
Орден при помощи ушка и кольца соединяется с пятиугольной колодкой, обтянутой муаровой лентой жёлтого цвета с одной продольной полоской зелёного цвета посредине и по одной продольной полоске красного цвета по краям.
Орден изготавливается из серебра с позолотой.

## История
Орден Почёта, аналогично советскому ордену «Знак Почёта», предназначен для награждения граждан за трудовые заслуги перед государством. Правда, в отличие от советского, орденом не награждаются предприятия, организации и учреждения.
Первый Указ о награждении орденом был подписан 24 декабря 1997 года. За достижение высоких спортивных результатов и большой вклад в развитие физической культуры и спорта орденом была награждена спортсмен-инструктор национальной команды Республики Беларусь по гребле академической Екатерина Анатольевна Карстен.
Следующие награждения состоялись 14 января 1998 года. В этот день был подписан ряд Указов Президента РБ о награждении группы работников предприятий и организаций Витебской, Минской и Могилевской областей - всего 8 человек.